# Вилла Эмо

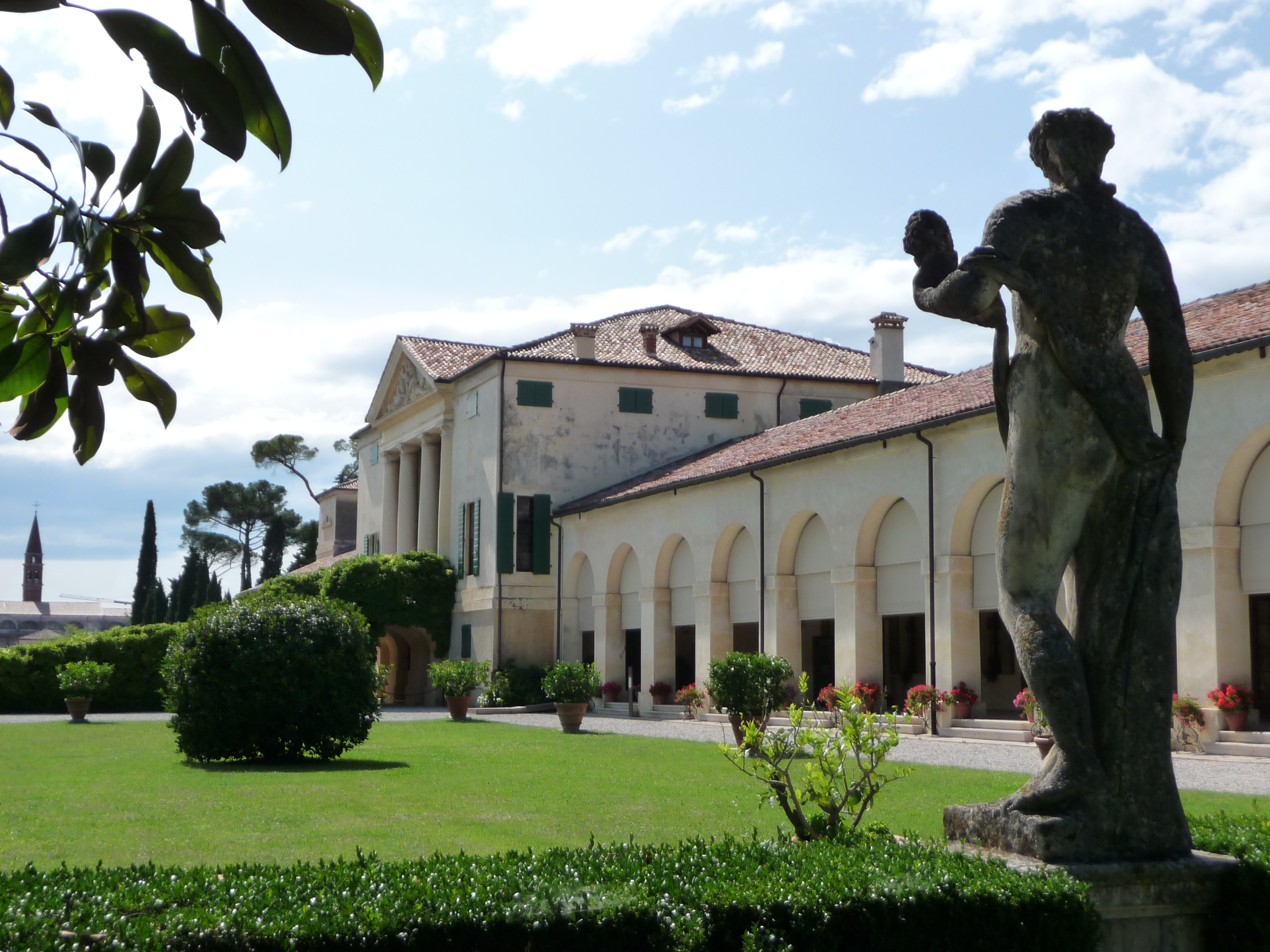
Вилла Эмо в Фанцоло

Вилла Эмо (итал. Villa Emo) — одна из самых совершенных и наиболее известных вилл, построенных по проекту выдающегося архитектора Андреа Палладио в окрестностях Фанцоло близ Веделаго провинции Тревизо венецианской Террафермы. Построена в период с 1558 по 1559 год. С момента постройки до 2004 года находилась в собственности венецианского семейства Эмо. С 1996 года вилла вместе с другими постройками Палладио включена в список Всемирного наследия ЮНЕСКО «Города Виченца и Палладиевых вилл Венето».

## История
Архитектор построил виллу для Леонардо Эмо, чья семья владела недвижимостью в Фанцоло с середины XV века. Датировка строительства Виллы Эмо спорна, но её следует отнести к 1558 году, времени после строительства Виллы Барбаро и Виллы Бадоер, с которыми она разделяет общий архитектурный план и композиционный замысел.
В 1509 году, когда Венеция потерпела поражение в войне Камбрейской лиги, поместье, на котором должна была быть построена вилла, было приобретено у семьи Барбариго. Леонардо ди Джованниа Эмо (Leonardo di Giovannia Emo) был известным венецианским аристократом. Он родился в 1538 году и унаследовал поместье Фанцоло в 1549 году. Это имение предназначалось для сельскохозяйственной деятельности, благодаря которой семья процветала. Сначала основной интерес семьи Эмо заключался в возделывании недавно приобретенной земли. Только через два поколения Леонардо Эмо поручил Палладио построить новую виллу в качестве своего загородного дома.

## Архитектура
В 1570 году Палладио опубликовал план виллы в своем трактате «Четыре книги об архитектуре» (I Quattro Libri dell’Architettura). В отличие от некоторых других планов, которые он включил в эту работу, план виллы Эмо почти в точности соответствует тому, что было построено. Центральный корпус в плане представляет собой точный квадрат, он имеет пандусы (вместо обычных лестниц) на переднем и заднем фасадах. К зданию примыкают симметричные боковые корпуса в виде лоджий с аркадами (по венецианской традиции крытые галереи использовали для хозяйственных нужд: складов сырья, зернохранилища, места содержания скота) и массивными угловыми башнями-голубятнями. Центральный корпус оформлен четырёхколонным портиком тосканского ордера с треугольным фронтоном. Палладио был убеждён, что именно такими были жилые дома древних греков и лишь позднее их архитектура была перенесена на храмы. Отсутствие декора, простота тосканского ордера и всей постройки соответствовали характеру сельской местности.
Согласно одной из версий композиционным прообразом виллы Эмо, как и Виллы Барбаро, Виллы Бадоер и многих других построек Палладио, являются не венецианские виллы-фермы, а большие римские ренессансные загородные резиденции (лат. Villa Suburbana), такие как вилла Джулия, построенная в 1550—1555 годах Джакомо да Виньолой и Бартоломео Амманати для папы Юлия III.
Внутреннее пространство Виллы Эмо представляет собой гармоничное расположение строго симметричных планов этажей, вписанных в квадрат, на которых всегда настаивал Палладио. Планы отдельных комнат пропорционированы в один, полтора и два квадрата (Палладио использовал только кратные отношения). Исследователь творчества Палладио, архитектор О. И. Гурьев подчёркивал, что, не упоминая о «золотом сечении», но следуя «правилу подобных прямоугольников и кубов», и выстраивая их на параллельных либо перпендикулярных диагоналях, Палладио устанавливал отношения величин, которые определяются "членами ряда Фибоначчи или родственны им: 9:5 есть утроенное отношение 3:5, а 3:1 — удвоенное отношение 3:2, и т. д. В композиции Виллы Эмо основное пропорциональное отношение: 5:6; боковое поле фасада здания имеет отношение 1:2, а аркады боковых корпусов выстроены согласно отношению 5:6.

## Интерьер
В отличие от лаконичного внешнего вида здания его интерьер богато украшен фресками веронского художника Джованни Баттиста Дзелотти, который также трудился на вилле Фоскари и расписывал другие палладианские постройки. Дзелотти работал над фресками в период 1557—1566 годов.
Большой зал заполнен фресками, помещёнными между коринфскими колоннами, возвышающимися на высоких пьедесталах. Сюжеты росписей основаны на гуманистических идеалах, воплощаемых античными божествами и героями древнеримской истории. Слева от центрального зала находится Зал Геркулеса. иконографическая программа росписей зала: торжество добродетели и разума над пороком. Зал Венеры посвящён прославлению любви и семейных добродетелей.
Одна из комнат украшена символами наук и искусств; иные фрески повествуют о жизни Сципиона Африканского; на многих изображена богиня любви — Венера, а также Юпитер, Нептун с дельфином, Кибела со львицей, Диана (аллегории природных стихий), нимфа Каллисто и другие персонажи. Сюжетные сцены и аллегорические фигуры имеют иллюзорные архитектонические обрамления — так называемые квадратуры (итал. quadri riportati — картины в обрамлении), в том числе с приёмами «обмана зрения», или «тромплёя» (фр. trompe-l'œil).
Русский писатель, эссеист и историк искусства П. П. Муратов в начале XX века назвал виллу Эмо чистейшим воплощением венецианского жизнелюбия:

С религиозным благоговением хранят владельцы виллы своё родовое жилище и создание великого художника. Ни реставрация, ни перестройка не коснулись посеревших от времени и непогод стен виллы Эмо; лишь зеленый плющ или поставленные в кадках темные деревца украшают её портики или её великолепную лестницу, поднимающуюся с земли во всю ширину фронтона. Мы гордимся быть в числе живущих, гордимся быть людьми, когда проходим в сладостной тени её портиков, где эхо повторяет звук наших шагов, отзываясь живым и ласковым голосом самих стен Палладио

## Галерея

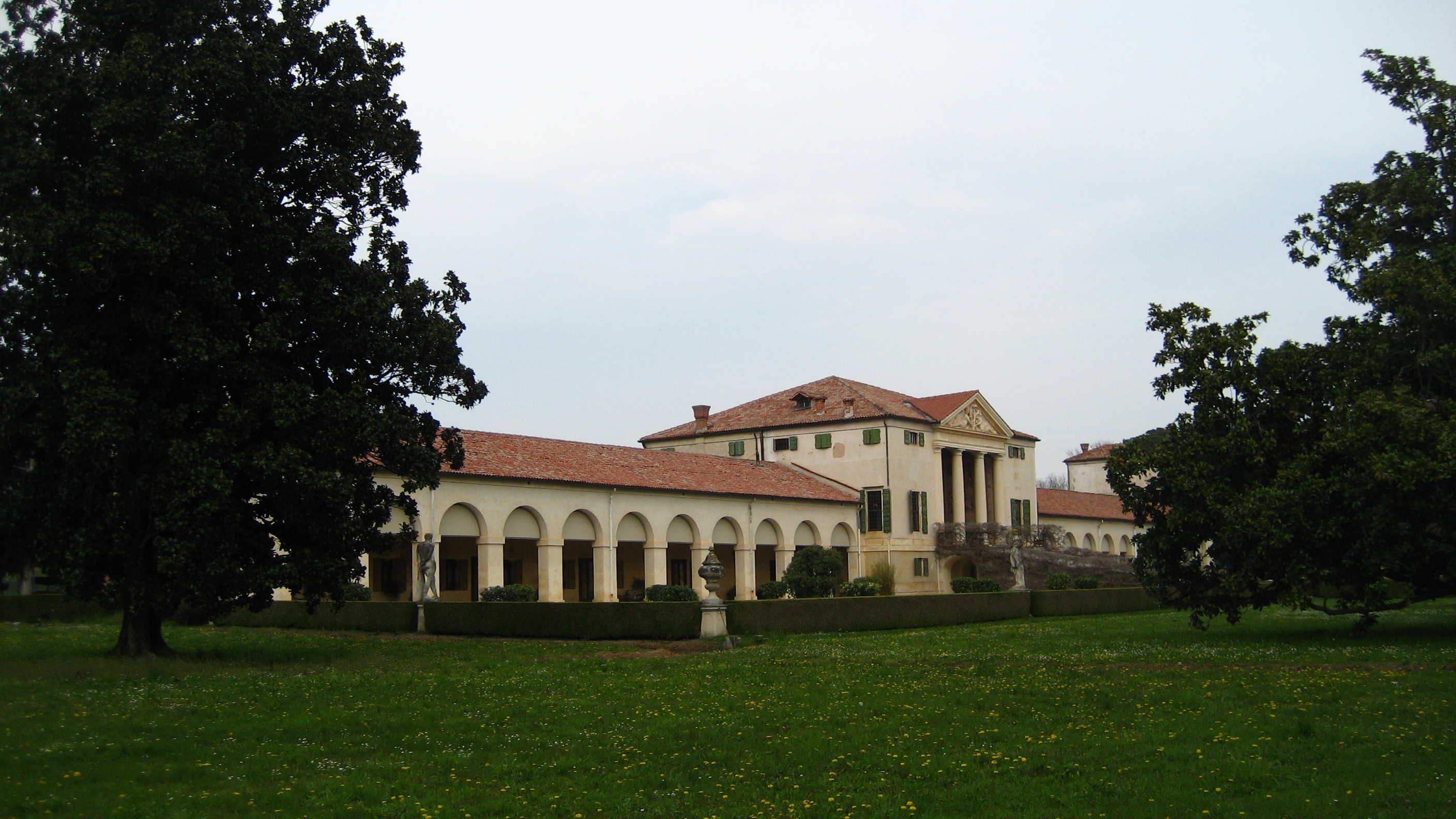
Перспектива виллы
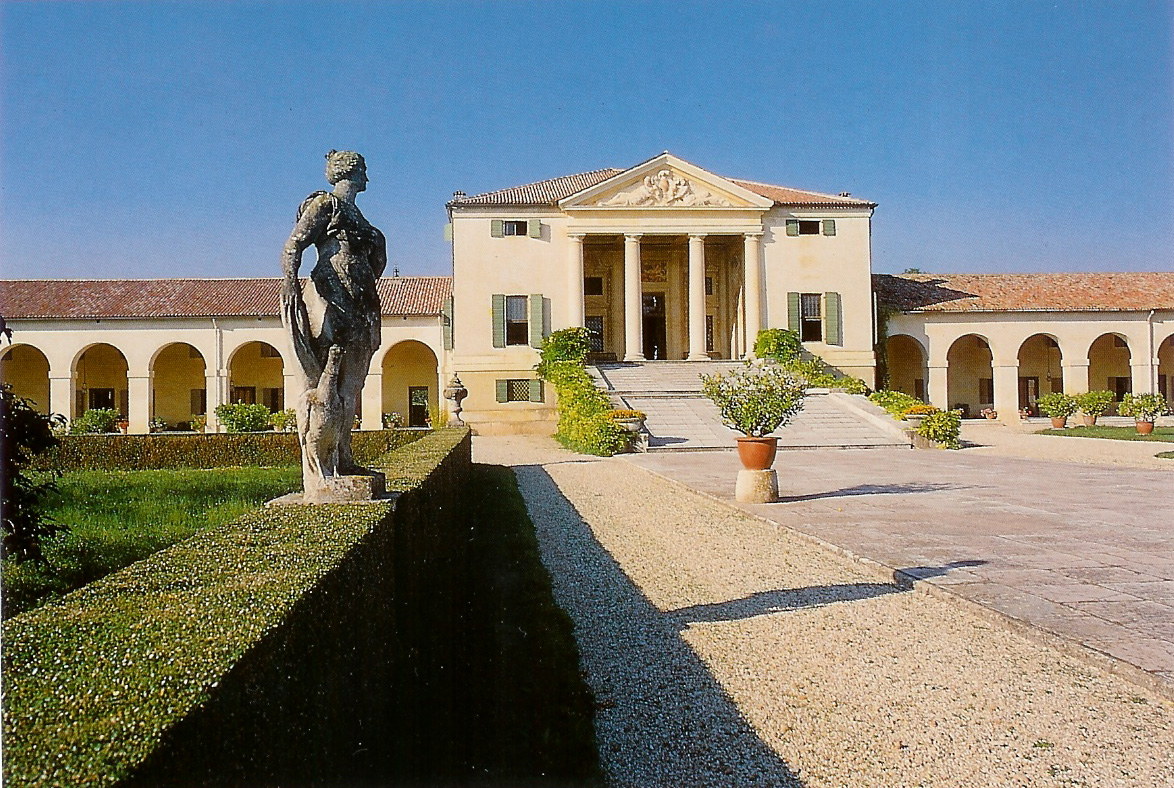
Подъезд
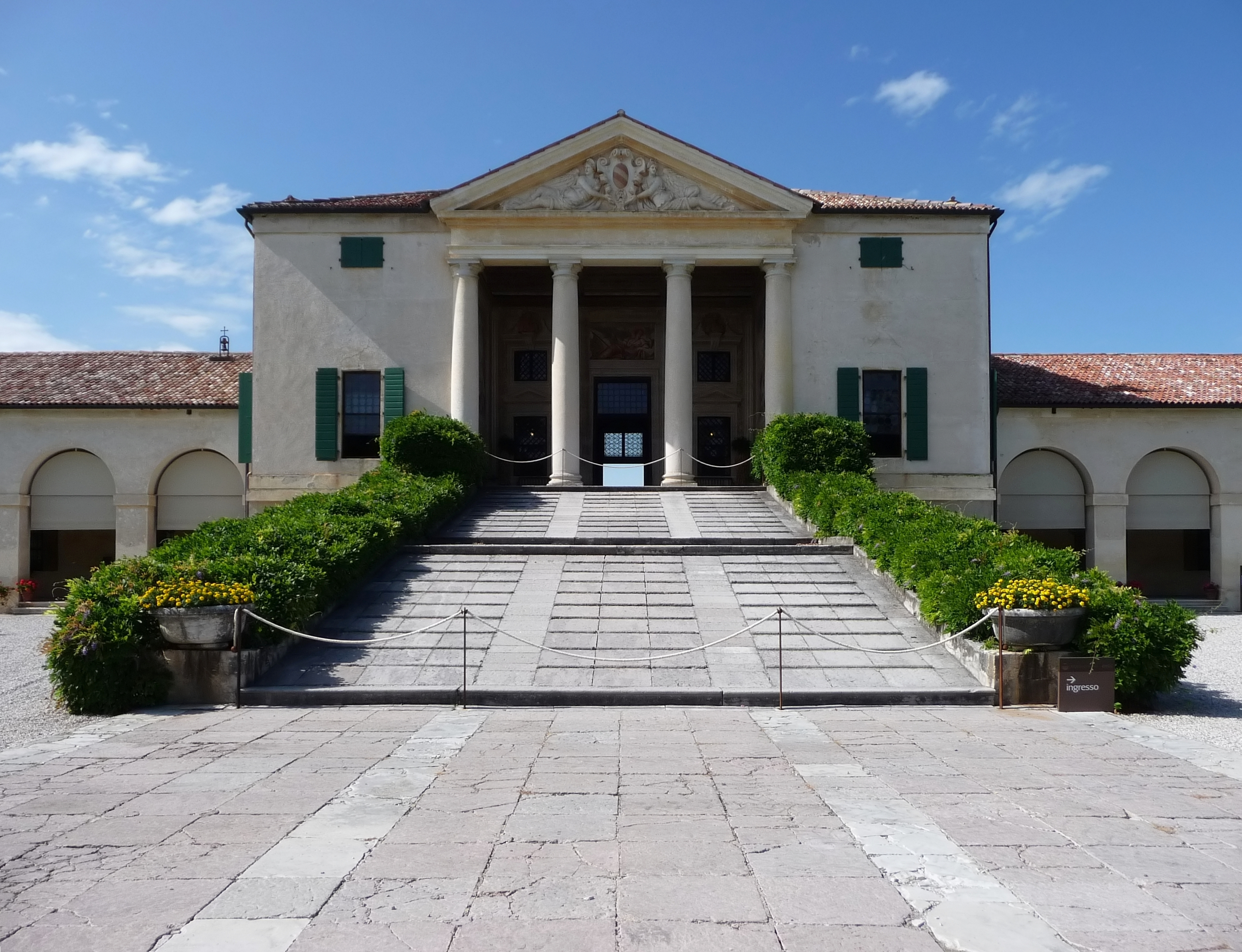
Главный фасад
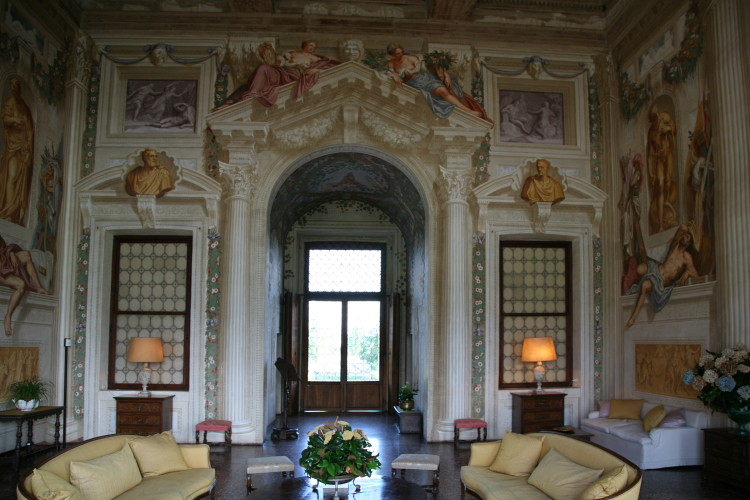
"Триумфальная арка" проходной комнаты
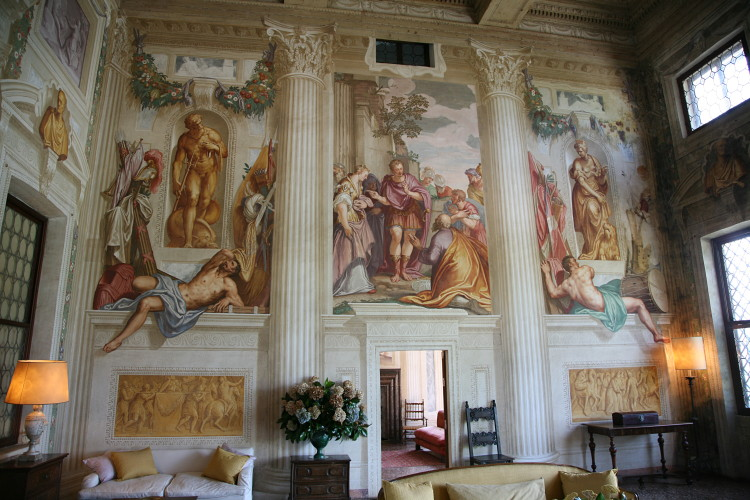
Главный зал. Фрески Дж.-Б. Дзелотти
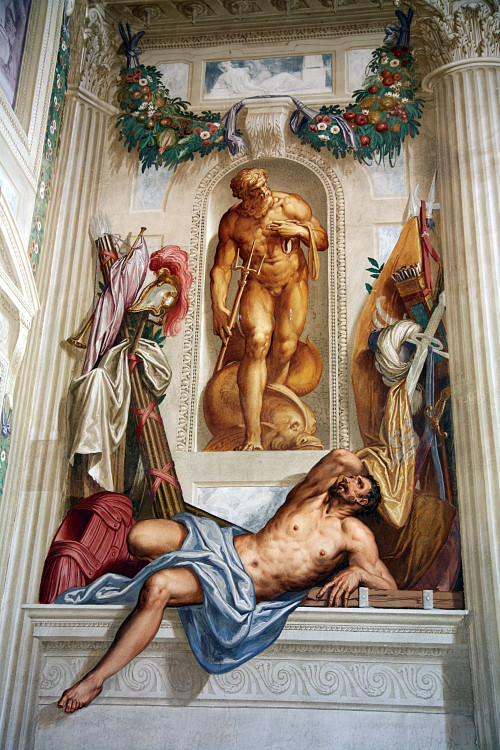
Фреска западной стены Главного зала
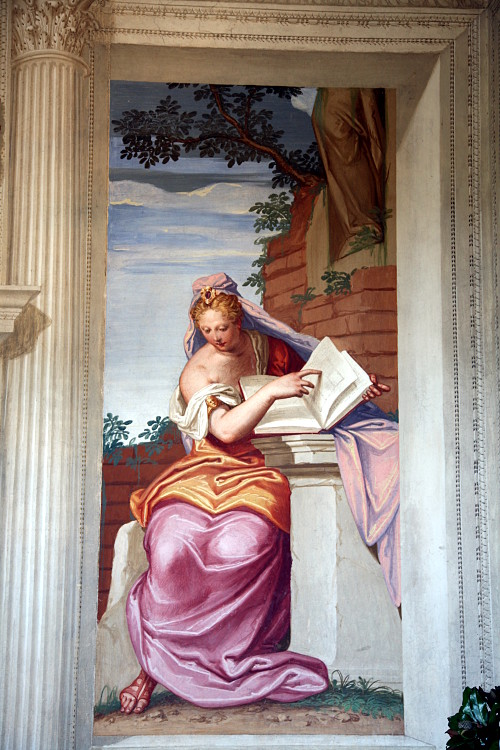
Аллегория архитектуры
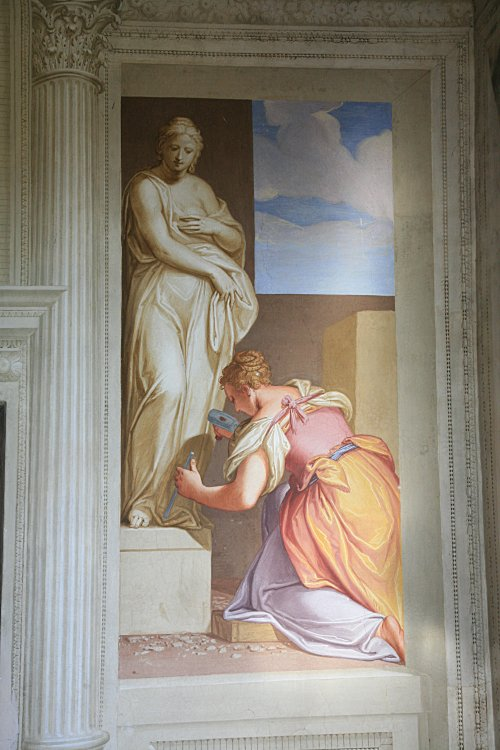
Аллегория скульптуры
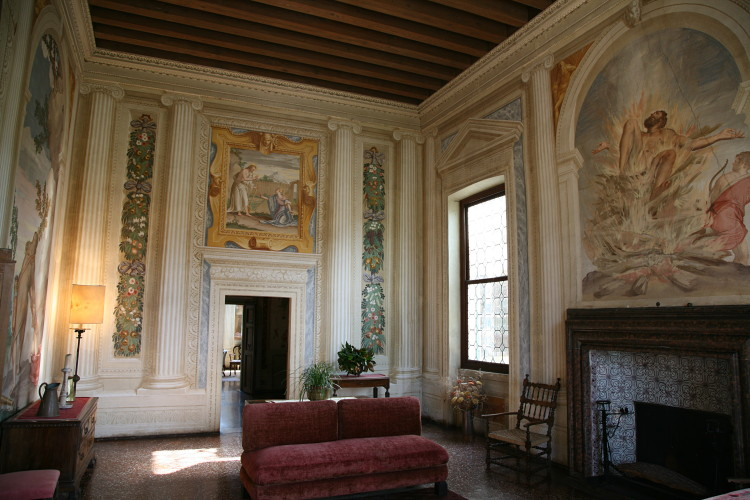
Зал Геркулеса
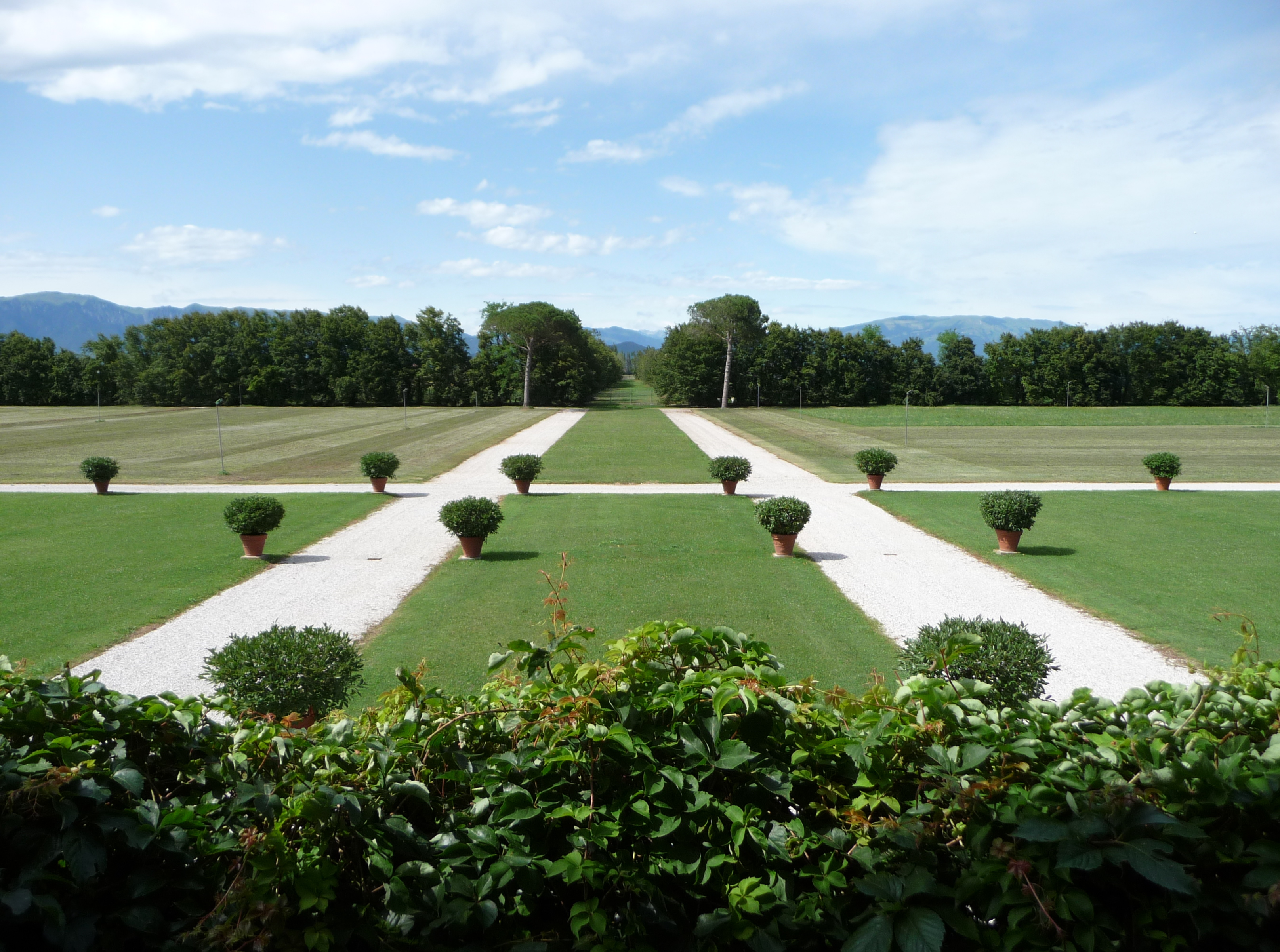
Внутренний сад